# Lionel Van Deerlin
Lionel Van Deerlin (ur. 25 lipca 1914 w Los Angeles, zm. 17 maja 2008 w San Diego) – amerykański polityk, członek Partii Demokratycznej.

## Działalność polityczna
W okresie od  3 stycznia 1963 do 3 stycznia 1973 przez pięć kadencji był przedstawicielem nowo utworzonego 37. okręgu, następnie przez jedną kadencję przedstawicielem nowo utworzonego 41. okręgu, a od 3 stycznia 1975 do 3 stycznia 1981 przez trzy kadencje był przedstawicielem 42. okręgu wyborczego w stanie Kalifornia w Izbie Reprezentantów Stanów Zjednoczonych.